# National Basketball Association 1950-1951
La stagione della National Basketball Association 1950-1951 fu la 5ª edizione della NBA, il campionato professionistico nordamericano di pallacanestro. La stagione finì con la vittoria dei Rochester Royals, che sconfissero i New York Knicks per 4-3 nelle finali NBA.

## Squadre partecipanti
- Baltimore Bullets
- Boston Celtics
- Ft. Wayne Pistons
- Ind. Olympians
- Minneapolis Lakers
- N.Y. Knicks

- Philad. Warriors
- Rochester Royals
- Syracuse Nationals
- Tri-Cit. Blackhawks
- Wash. Capitols

## Classifica finale

### Eastern Division
| Squadra            | V  | P  | %    | GB   |
| ------------------ | -- | -- | ---- | ---- |
| Philad. Warriors   | 40 | 26 | 60,6 | -    |
| Boston Celtics     | 39 | 30 | 56,5 | 2,5  |
| N.Y. Knicks        | 36 | 30 | 54,5 | 4    |
| Syracuse Nationals | 32 | 34 | 48,5 | 8    |
| Baltimore Bullets  | 24 | 42 | 36,4 | 16   |
| Wash. Capitols     | 10 | 25 | 28,6 | 14,5 |

### =Western Division
| Squadra             | V  | P  | %    | GB |
| ------------------- | -- | -- | ---- | -- |
| Minneapolis Lakers  | 44 | 24 | 64,7 | -  |
| Rochester Royals C  | 41 | 27 | 60,3 | 3  |
| Ft. Wayne Pistons   | 32 | 36 | 47,1 | 12 |
| Ind. Olympians      | 31 | 37 | 45,6 | 13 |
| Tri-Cit. Blackhawks | 25 | 43 | 36,8 | 19 |

## Vincitore
| Campione NBA 1950-1951       |
| ---------------------------- |
| Rochester Royals (1º titolo) |

## Statistiche
| Categoria | Giocatore     | Squadra            | Statistiche |
| --------- | ------------- | ------------------ | ----------- |
| Punti     | George Mikan  | Minneapolis Lakers | 1.932       |
| Rimbalzi  | Dolph Schayes | Syracuse Nationals | 1.080       |
| Assist    | Andy Phillip  | Philad. Warriors   | 414         |
| FG%       | Alex Groza    | Ind. Olympians     | 47,0        |
| FT%       | Joe Fulks     | Philad. Warriors   | 85,5        |

## Premi NBA
- All-NBA First Team:
  - George Mikan, Minneapolis Lakers
  - Alex Groza, Indianapolis Olympians
  - Ed Macauley, Boston Celtics
  - Bob Davies, Rochester Royals
  - Ralph Beard, Indianapolis Olympians
- All-NBA Second Team:
  - Dolph Schayes, Syracuse Nationals
  - Frankie Brian, Tri-Cities Blackhawks
  - Vern Mikkelsen, Minneapolis Lakers
  - Joe Fulks, Philadelphia Warriors
  - Dick McGuire, New York Knicks